# Diecéze lehavreská
Diecéze lehavreská (lat. Dioecesis Portus Gratiae, franc. Diocèse du Havre) je francouzská římskokatolická diecéze. Leží na území arrondissementu Le Havre, jehož hranice přesně kopíruje. Sídlo biskupství i katedrála Notre-Dame du Havre se nachází ve městě Le Havre. Diecéze je součástí rouenské církevní provincie.
Od 24. června 2011 je diecézním biskupem Mons. Jean-Luc Brunin.

## Historie

Diecézelehavreská na mapě území departementu Seine-Maritime

Diecéze lehavreská byla založena 6. července 1974, vydělením z území rouenské arcidiecéze.
Na počátku 21. století je diecéze Le Havre sufragánní diecézí rouenské arcidiecéze.